# Talago Gunung
Talago Gunung is een bestuurslaag in het regentschap Sawah Lunto van de provincie West-Sumatra, Indonesië. Talago Gunung telt 1433 inwoners (volkstelling 2010).